# Hombre del Agujero
El Hombre del Agujero (portugués: índio do buraco, c. década de 1960 - aprox. agosto de 2022), o el indio Tanaru (portugués: Índio Tanaru), fue un indígena que vivía solo en la selva amazónica de Rondonia, Brasil. Era el único habitante del Territorio Indígena Tanaru, un territorio indígena protegido demarcado por el gobierno brasileño en 2007 en la frontera con Bolivia.
No se sabe qué idioma hablaba el Hombre del Agujero, cómo se llamaba su pueblo, ni cuál era su nombre, aunque este pueblo desconocido ha recibido el denominación de Tanaru. Fue el último miembro sobreviviente de su pueblo luego del genocidio de los colonos brasileños en las décadas de 1970 y 1990 y vivió solo desde mediados de la década de 1990 hasta su muerte en 2022. Desde 1996, la Fundação Nacional do Índio (FUNAI) supervisó e interactuó ocasionalmente con el hombre desde la distancia, pero por lo demás optó por permanecer aislado. Viviendo principalmente de la caza y recolección y mudándose con frecuencia, dejó un profundo agujero de propósito desconocido en cada una de sus casas, lo que dio origen a su apodo. El Hombre del Agujero sobrevivió a un nuevo ataque de un ganadero armado en 2008 y en 2018 atrajo la atención internacional cuando FUNAI publicó un video de él para crear conciencia sobre las amenazas que enfrentan los pueblos no contactados en Brasil. Fue encontrado muerto en su casa en agosto de 2022.

## Genocidio
El Hombre del Agujero no era un recluso voluntario; se vio obligado a vivir solo después de que su pueblo fuera destruido en el genocidio en curso de los pueblos indígenas de Brasil. Se cree que la mayoría de su gente fue asesinada por colonos brasileños en la década de 1970, casi al mismo tiempo que los pueblos cercanos, como Akuntsu y Kanoê, experimentaron masacres similares. Los sobrevivientes restantes, aparte del Hombre en el Agujero, fueron asesinados en un ataque de mineros ilegales en 1995. FUNAI descubrió posteriormente los restos de su pueblo, que había sido demolido en 1996. Habían permanecido aislados hasta este punto, por lo que no se sabe cómo se llamaban, qué idioma hablaban o cuál era el nombre del Hombre en el Agujero.

## Vida posterior
El Hombre del Agujero mudaba periódicamente su hogar, construyendo chozas de paja para refugiarse. Cazaba animales salvajes, recolectaba frutas y miel, y también plantaba maíz y mandioca. A lo largo de los años, la FUNAI identificó más de 50 cabañas construidas por él. Su apodo deriva del profundo agujero que encontraba en cada casa que abandonaba. Originalmente se creía que estos agujeros se usaban para atrapar animales o en los que podía esconderse, pero algunos observadores también han especulado que podrían haber tenido un significado espiritual. Los agujeros eran angostos y tenían más de 1.8 metros de profundidad. Se encontraron 14 agujeros similares en el pueblo en ruinas descubierto por FUNAI en 1996.

## Contacta con FUNAI
La Fundação Nacional do Índio (FUNAI), la agencia gubernamental de Brasil para los intereses indígenas, se dio cuenta por primera vez de la existencia aislada del Hombre del Agujero en 1996. Según la Constitución de Brasil, los pueblos indígenas tienen derecho a las tierras que "tradicionalmente ocupan", y en 2007 el funcionario de FUNAI demarcó 8,000 ha de su tierra como territorio indígena protegido. El Territorio Indígena Tanaru, del cual él era el único habitante, se amplió otras 11,5 millas cuadradas (3000 ha) en 2005. Después de su establecimiento, FUNAI lo supervisó y trató de evitar intrusiones en el área. A pesar de esto, el Hombre del Agujero fue atacado por hombres armados en 2009, pero logró sobrevivir.
Aunque evitó un mayor contacto directo con los demás, el Hombre del Agujero sabía que estaba siendo monitoreado por extraños. FUNAI ocasionalmente le dejaba obsequios de herramientas y semillas y, por lo tanto, "generaba un cierto nivel de confianza". A veces les indicaba a los equipos de observación que evitaran las trampas que había cavado como defensa o para atrapar animales. En 2018, FUNAI publicó un video de él para generar conciencia mundial sobre las amenazas a los pueblos no contactados en Brasil. En el video, el hombre, que se suponía que tenía 50 años en ese momento, parecía gozar de buena salud.

## Muerte
El 24 de agosto de 2022, el Hombre del Agujero fue encontrado muerto en su último domicilio por el agente de la FUNAI Altair José Algayer. Fue encontrado "acostado en la hamaca y adornado [con plumas de guacamayo] como si esperara la muerte". No había signos de violencia ni ningún otro disturbio antes de que la FUNAI descubriera su cadáver. Se estimó que había muerto en julio y tenía unos 60 años en el momento de su muerte. El cuerpo fue trasladado a Porto Velho para la autopsia, en un intento de establecer la causa de la muerte. El 27 de agosto, el experto indígena Marcelo dos Santos dijo que el hombre debe ser enterrado en el mismo lugar donde vivió y murió, en un memorial construido por el Estado, y el territorio debe ser protegido de inmediato ya que corre el riesgo de ser invadido y degradado. Los grupos de derechos indígenas apoyaron esta demanda.